# Marcel Perrier
Marcel Germain Perrier (ur. 28 czerwca 1933 w Ladray, zm. 2 października 2017 w Moûtiers) – francuski duchowny katolicki, biskup diecezji Pamiers w latach 2000-2008.

## Życiorys
Święcenia kapłańskie przyjął 29 czerwca 1957. Był m.in. wikariuszem generalnym diecezji Tarentaise (1975-1980 i 1984-1987).

### Episkopat
15 kwietnia 1988 został mianowany przez papieża Jana Pawła II biskupem pomocniczym archidiecezji Chambéry, ze stolicą tytularną Diana. Sakry biskupiej udzielił mu 17 lipca tegoż roku ówczesny ordynariusz tejże archidiecezji, abp Claude Feidt.
16 maja 2000 został prekonizowany biskupem Pamiers. Funkcję tę pełnił do 24 czerwca 2008, kiedy to przeszedł na emeryturę.
Zmarł w Moûtiers 2 października 2017.